# Thérèse Courtin
Thérèse Courtin  est un des personnages principaux du Foyer, comédie de l’écrivain français Octave Mirbeau (1908).
Thérèse Courtin est l’épouse du baron Courtin, sénateur bonapartiste et académicien. Elle mène une vie apparemment tranquille et comblée :  elle est encore jeune et séduisante, elle est riche, elle est admirée, et elle est aimée à la fois par un ancien amant richissime, Armand Biron, et par un jeune soupirant, D’Auberval, qui affiche des idées progressistes qui l’amusent.  

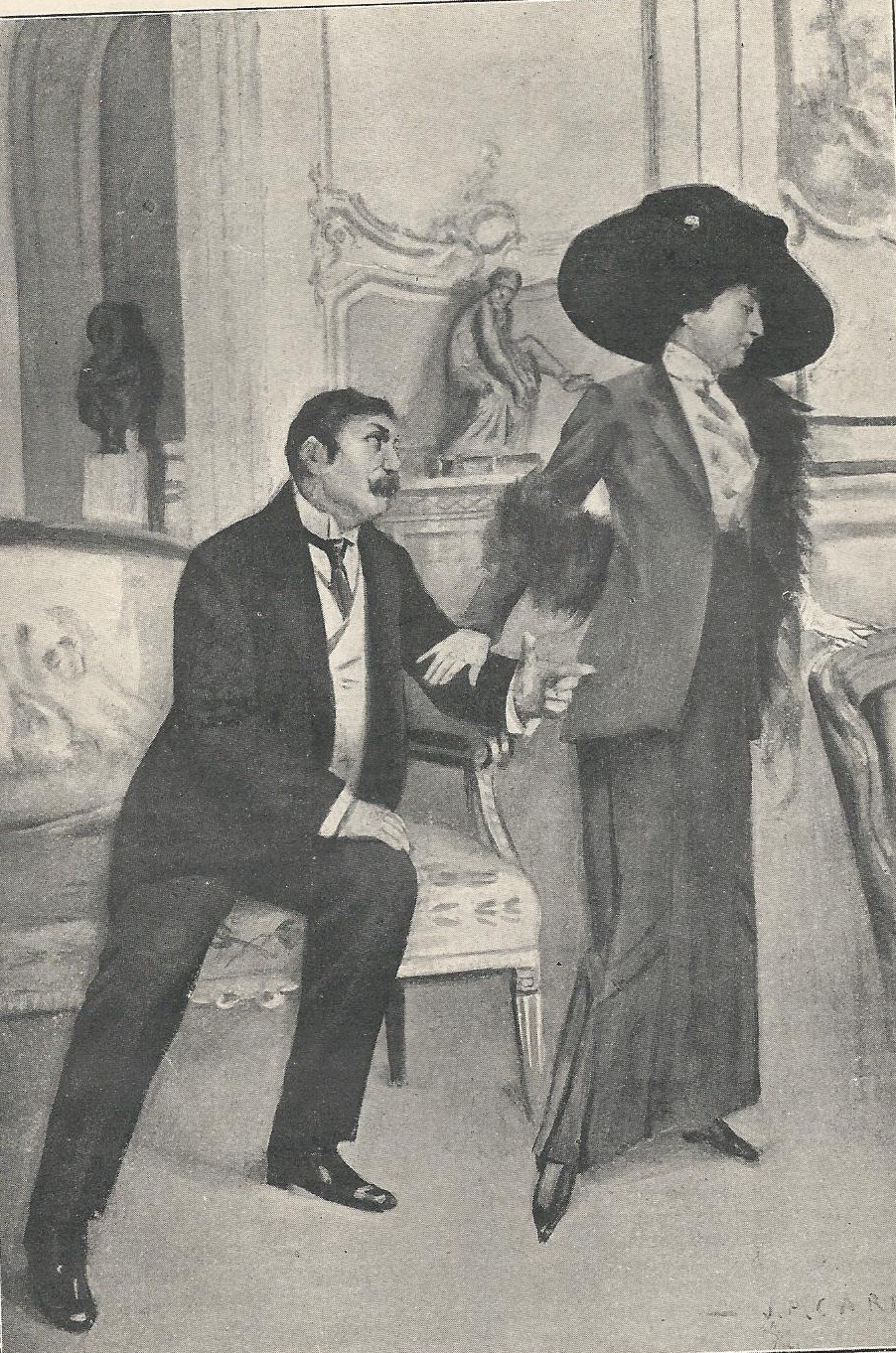
Thérèse Courtin et Armand Biron, par J.-P. Carré

Mais son mari se trouve embarqué dans une sale affaire de détournements de biens sociaux et risque de perdre tout à la fois sa liberté, son honneur et sa fortune. Pour se sortir d’affaire, il demande à Thérèse d’obtenir l'aide de Biron et, pour cela, sans oser expliciter sa pensée, il lui suggère de redevenir sa maîtresse. Elle se rebiffe, blessée dans sa dignité de femme et d’épouse. Pour finir, Courtin est bien sauvé par Biron, mais au prix fort : il doit renoncer au Foyer et s’embarquer sur le yacht de l’affairiste en compagnie des deux amants de sa femme, l’ancien, qui ne perd pas espoir de reconquérir sa proie, et le nouveau...

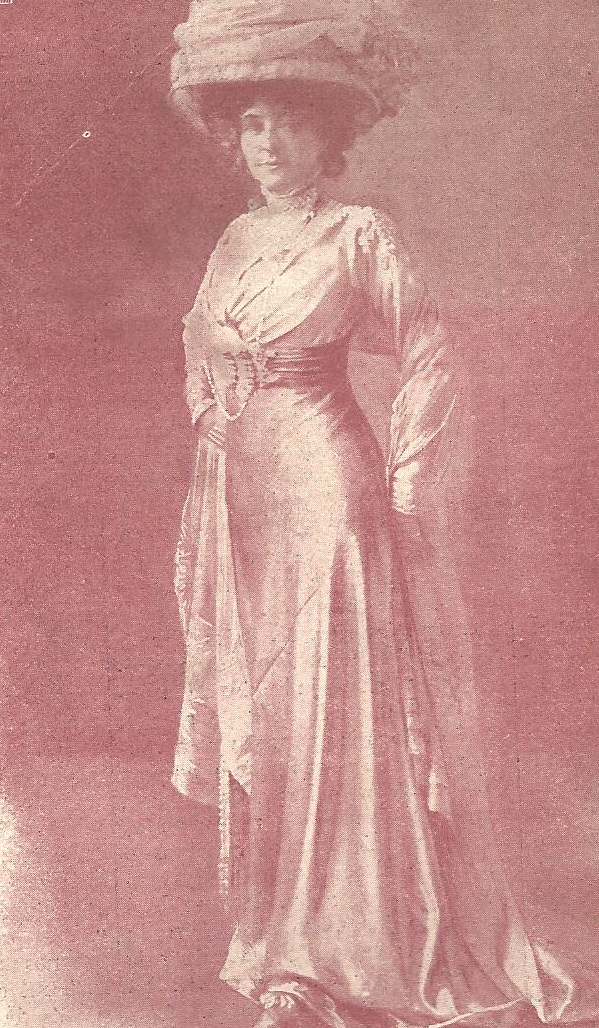
Julia Bartet dans le rôle de Thérèse Courtin, 1908

Thérèse Courtin est une mondaine et vit dans un luxe, une oisiveté et une bonne conscience qui ne suscitent guère la pitié. Mais quand elle devient un objet d’échange entre son mari et son ancien amant, elle se révolte, refuse le marché et retrouve sa dignité. Dans sa naïveté, elle croit pouvoir concilier sa liberté amoureuse et son devoir conjugal et, comme l’écrit Pierre Michel, « elle s’imagine naïvement que le “sacrifice” de son corps, qu'elle consent à son mari, et le “sacrifice” de son amant, qu'elle fait à Biron, la purifieront et lui éviteront d'avoir rien à donner en échange du “sacrifice” financier qu'elle demande à son ancien amant ».
Lors de la création du Foyer en décembre 1908, à la Comédie-Française, c'est Julia Bartet qui incarnait Thérèse Courtin.